# Coracina caledonica
Coracina caledonica е вид птица от семейство Campephagidae.

## Разпространение
Видът е разпространен в Нова Каледония, Папуа Нова Гвинея, Соломоновите острови и Вануату.